# Le Miroir (album)
Pour les articles homonymes, voir Le Miroir.
Albums de Chimène Badi
Dis-moi que tu m'aimes Laisse-les dire
Le Miroir est le troisième album de la chanteuse française Chimène Badi, sorti le 27 novembre 2006.

## Liste des titres
| No  | Titre                     | Auteur                                                                            | Durée |
| --- | ------------------------- | --------------------------------------------------------------------------------- | ----- |
| 1.  | Le Miroir                 | Philippe Hebrard / William Rousseau - Rodrigue Janois                             | 3:32  |
| 2.  | Tellement beau            | Aleph Cheba / Diane Warren                                                        | 3:50  |
| 3.  | Avec ou sans lui          | Léa Ivanne / Kara Dioguardi - Cédric Will Salomon                                 | 4:03  |
| 4.  | Pourquoi le monde a peur  | Elio - Julia Fajerman - Guillaume Dahan / Elio - Guillaume Dahan - Gérard Carocci | 3:31  |
| 5.  | Une femme à qui l'on ment | Christian Bouclier / François Bernheim                                            | 3:24  |
| 6.  | Toutes les mêmes          | Jean-Paul Dréau / Jean-Paul Dréau                                                 | 3:37  |
| 7.  | Tu me manques déjà        | Marc Nacash - Alain Nacash / Marc Nacash - Stéphane Nacash - Christian Richard    | 3:45  |
| 8.  | Malgré tout               | François Welgryn / Antoine Essertier                                              | 4:08  |
| 9.  | Mot à mot                 | Laurent Gilly / Richard Seff                                                      | 4:04  |
| 10. | Je dirai jamais           | Didier Golemanas / Daniel Seff                                                    | 3:43  |
| 11. | Face                      | Julie Zénatti / Emmanuel Rodier - Fabien Galland - Julie Zénatti                  | 4:08  |
| 12. | Le Chant des hommes       |                                                                                   | 4:05  |
| 13. | 100 Ans si tu m'aimes     |                                                                                   | 3:52  |
| 14. | N'oublie pas              |                                                                                   | 2:52  |
| 15. | Au juste milieu           |                                                                                   | 3:53  |